# Sportwagen-Weltmeisterschaft 1966

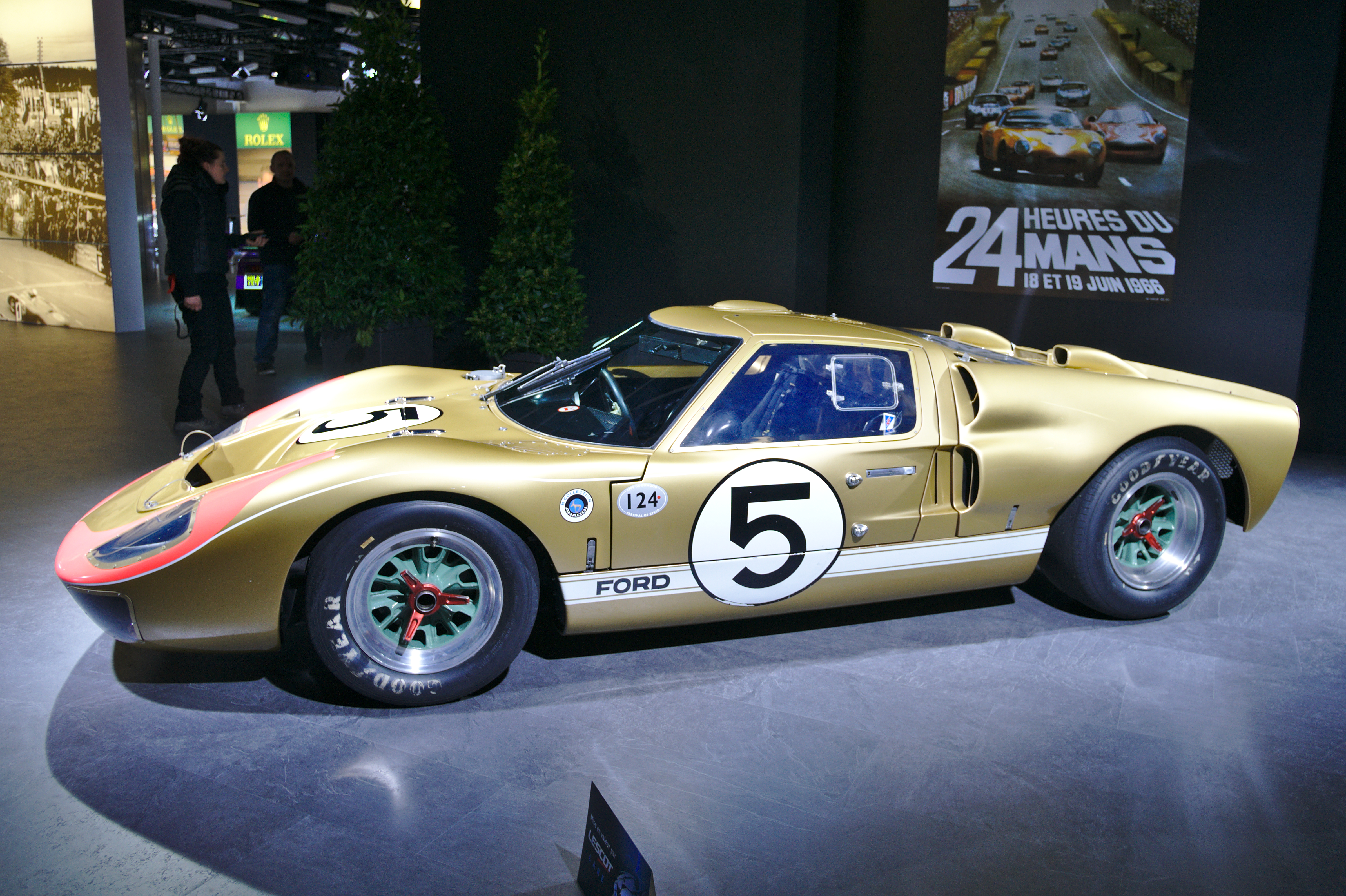
Mit dem GT40 gewann Ford den Weltmeistertitel. Im Bild der Mk.II mit dem Ronnie Bucknum und Dick Hutcherson Dritte beim 24-Stunden-Rennen von Le Mans wurden

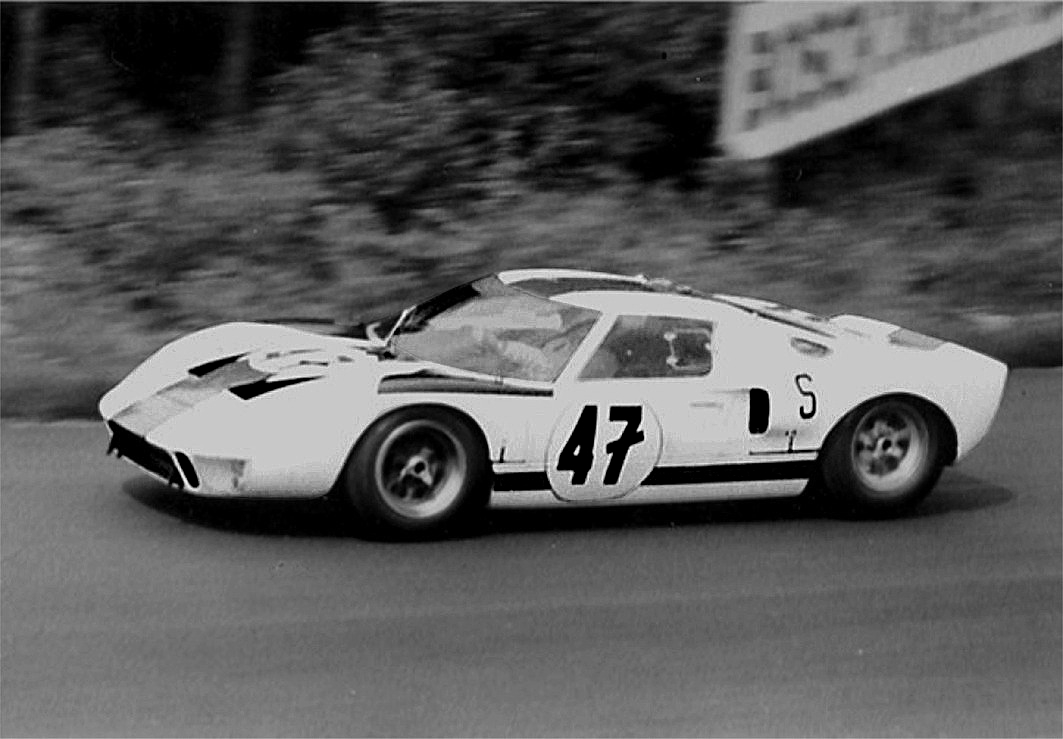
Der GT40 von John Whitmore und Jochen Neerpasch beim 1000-km-Rennen auf dem Nürburgring

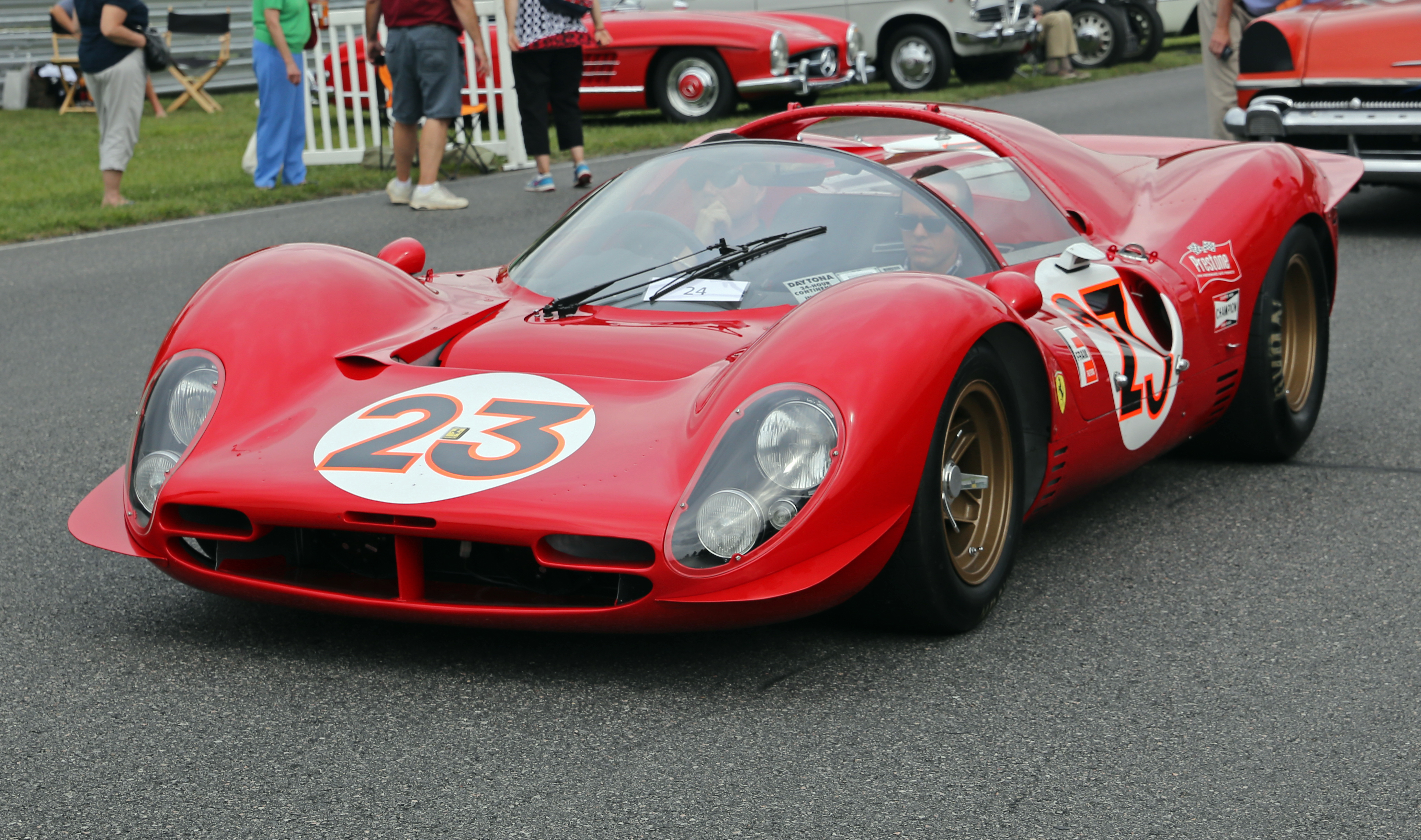
Gegnerschaft erwuchs Ford von Ferrari. Im Bild der 330P3 mit der Chassisnummer 0846

Die Sportwagen-Weltmeisterschaft 1966 war die 14. Saison dieser Meisterschaft. Sie begann am 6. Februar und endete am 11. September 1966.

## Meisterschaft
Mit der Weltmeisterschaft 1966 beendete die Fédération Internationale de l’Automobile das seit 1962 geltende GT-Reglement und kehrte zu einer Meisterschaft für Prototypen und Sportwagen zurück. Die Anzahl der Wertungsläufe wurde drastisch reduziert. 1965 zählten 20 Rennveranstaltungen zur Meisterschaft; 1966 waren es nur mehr 13. Als einziges Bergrennen blieb der Schweizer Bergpreis über. Mit dem 500-km-Rennen von Zeltweg fand zum ersten Mal ein Wertungslauf in Österreich statt. 
Bei den Prototypen der Gruppe 6 war der Hubraum wie bei den Rennwagen über 2 Liter Hubraum nach oben offen. Gleiches galt für die Sportwagen den Gruppe 4. Darunter wurden die Klassen vereinfacht, um übersichtlichere Wertungen zu schaffen. Auch die heftig kritisierte und für Zuschauer nur schwer zu durchschauende Punktevergabe mittels Koeffizient wurde wieder abgeschafft. Die Wertungspunkte wurden analog zur Formel-1-Weltmeisterschaft für die ersten sechs der Gesamtwertung wie folgt vergeben: 9-6-4-3-2-1. Ausnahmen waren das 24-Stunden-Rennen von Le Mans, wo für die ersten Sechs 12-9-7-5-4-3 Punkte vergeben wurden, und der Schweizer Bergpreis in Crans-Montana, wo es nur halbe Punkte gab. Nur die besten vier Ergebnisse pro Hersteller kamen in die Jahreswertung. 
Die ersten beiden Saisonrennen, das 24-Stunden-Rennen von Daytona und 12-Stunden-Rennen von Sebring, gewannen Ken Miles und Lloyd Ruby mit dem Ford GT40 für das Team von Carroll Shelby, der die Ford-Einsätze organisierte. Auch das 24-Stunden-Rennen von Le Mans gewann Ford mit den Fahrern Bruce McLaren und Chris Amon. Ferrari siegte in Monza und bei der Targa Florio und hatte am Saisonende zwei Punkte Rückstand auf Ford. Ford gewann mit 38 Punkten zum ersten Mal die Sportwagen-Weltmeisterschaft.
Auch bei den Sportwagen blieb Ford vor Ferrari siegreich.

## Rennkalender
| Nr. | Datum          | Rennname / Rennstrecke                                              | Team                       | Gesamtsieger                    | Fahrzeug            | Meisterschaft     |
| --- | -------------- | ------------------------------------------------------------------- | -------------------------- | ------------------------------- | ------------------- | ----------------- |
| 1   | 6. Februar     | 24-Stunden-Rennen von Daytona (Daytona International Speedway)      | Shelby American Inc.       | Ken Miles Lloyd Ruby            | Ford Mk.II          | Sportwagen und GT |
| 2   | 26. März       | 12-Stunden-Rennen von Sebring (Sebring International Raceway)       | Shelby American Inc.       | Ken Miles Lloyd Ruby            | Ford X1 Roadster    | Sportwagen und GT |
| 3   | 25. April      | 1000-km-Rennen von Monza (Autodromo Nazionale Monza)                | SpA Ferrari SEFAC          | John Surtees Mike Parkes        | Ferrari 330P3 Coupé | Sportwagen und GT |
| 4   | 8. Mai         | Targa Florio (Piccolo circuito delle Madonie)                       | Scuderia Filipinetti       | Willy Mairesse Herbert Müller   | Porsche 906         | Sportwagen und GT |
| 5   | 22. Mai        | 1000-km-Rennen von Spa-Francorchamps (Circuit de Spa-Francorchamps) | SpA Ferrari SEFAC          | Ludovico Scarfiotti Mike Parkes | Ferrari 330P3       | Sportwagen und GT |
| 6   | 5. Juni        | 1000-km-Rennen auf dem Nürburgring (Nürburgring)                    | Chaparral                  | Joakim Bonnier Phil Hill        | Chaparral 2D        | Sportwagen und GT |
| 7   | 18. – 19. Juni | 24-Stunden-Rennen von Le Mans (Circuit des 24 Heures)               | Shelby-American Inc.       | Bruce McLaren Chris Amon        | Ford GT40 Mk.II     | Sportwagen und GT |
| 8   | 17. Juli       | 500-km-Rennen von Mugello (Circuito stradale del Mugello)           | Porsche System             | Gerhard Koch Jochen Neerpasch   | Porsche 906         | Sportwagen und GT |
| 9   | 7. August      | Coppa Città di Enna (Autodromo di Pergusa)                          | Scuderia Brescia           | Marsilio Pasotti                | Ferrari Dino 206S   | Sportwagen        |
| 10  | 14. August     | Großer Preis von Hockenheim (Hockenheimring)                        | Porsche System Engineering | Gerhard Mitter                  | Porsche 906 LE      | Sportwagen        |
| 11  | 28. August     | Bergrennen Sierre-Montana-Crans (Crans-Montana)                     | SEFAC Ferrari              | Ludovico Scarfiotti             | Ferrari Dino 206S   | Sportwagen und GT |
| 12  | 4. September   | 500-km-Rennen auf dem Nürburgring (Nürburgring)                     | Abarth                     | Ernst Furtmayr                  | Abarth 1300 OT      | Sportwagen und GT |
| 13  | 11. September  | 500-km-Rennen von Zeltweg (Flughafen Zeltweg)                       | Porsche System             | Gerhard Mitter Hans Herrmann    | Porsche 906         | Sportwagen        |

## Marken-Weltmeisterschaft für Konstrukteure

### Prototypen über 2-Liter-Hubraum
| Position | Konstrukteur | 1   | 2  | 3  | 4  | 5 | 6  | 7  | 8 | 9 | 10 | 11 | 12 | 13 | Gesamt |
| -------- | ------------ | --- | -- | -- | -- | - | -- | -- | - | - | -- | -- | -- | -- | ------ |
| 1        | Ford         | 10  | 10 |    |    | 6 |    | 12 |   |   |    |    |    |    | 38     |
| 2        | Ferrari      | (4) |    | 10 | 10 | 9 | 7  |    |   |   |    |    |    |    | 36     |
| 3        | Chaparral    |     |    |    |    |   | 10 |    |   |   |    |    |    |    | 10     |

### Prototypen bis 2-Liter-Hubraum
| Position | Konstrukteur  | 1  | 2  | 3   | 4  | 5 | 6   | 7  | 8 | 9 | 10  | 11 | 12 | 13 | Gesamt |
| -------- | ------------- | -- | -- | --- | -- | - | --- | -- | - | - | --- | -- | -- | -- | ------ |
| 1        | Porsche       | 10 | 10 | 10  |    |   | (5) | 12 |   |   | (9) |    |    |    | 42     |
| 2        | Ferrari       |    | 7  | (4) | 10 | 9 | 10  |    |   |   |     |    |    |    | 36     |
| 3        | Austin-Healey |    | 3  |     | 5  | 2 | 3   |    |   |   | (2) |    |    |    | 13     |
| 4        | Alpine        |    |    |     |    | 6 |     | 5  |   |   |     |    |    |    | 11     |
| 5        | Triumph       | 7  |    |     |    |   |     |    |   |   |     |    |    |    | 7      |
| 6=       | ASA           |    |    |     | 4  |   |     |    |   |   |     |    |    |    | 4      |
| 6=       | Abarth        |    |    |     |    |   | 4   |    |   |   |     |    |    |    | 4      |
| 8=       | Lotus         |    |    |     |    |   |     |    |   |   | 3   |    |    |    | 3      |

### Sportwagen über 2-Liter-Hubraum
| Position | Konstrukteur | 1  | 2  | 3  | 4  | 5   | 6    | 7 | 8 | 9 | 10 | 11 | 12 | 13  | Gesamt |
| -------- | ------------ | -- | -- | -- | -- | --- | ---- | - | - | - | -- | -- | -- | --- | ------ |
| 1        | Ford         | 10 | 10 | 10 | 10 | (9) | (10) |   |   |   |    |    |    | (9) | 40     |
| 2        | Ferrari      | 5  |    | 4  | 7  | (3) |      |   |   |   |    |    |    | 4   | 20     |
| 3        | Shelby       |    | 7  |    |    |     | 4    |   |   |   |    |    |    |     | 11     |

### Sportwagen bis 2-Liter-Hubraum
| Position | Konstrukteur | 1  | 2  | 3  | 4  | 5   | 6    | 7  | 8 | 9 | 10  | 11    | 12 | 13  | Gesamt |
| -------- | ------------ | -- | -- | -- | -- | --- | ---- | -- | - | - | --- | ----- | -- | --- | ------ |
| 1        | Porsche      | 10 | 10 |    | 10 | (6) | (10) | 12 |   |   | (9) | (4,5) |    | (9) | 42     |
| 2        | Alfa Romeo   |    | 7  | 10 | 5  |     | 3    |    |   |   |     | (1)   |    |     | 25     |
| 3        | Lotus        |    |    |    |    | 9   |      |    |   |   |     |       |    |     | 9      |
| 4        | Volvo        | 3  |    |    |    |     |      |    |   |   |     |       |    |     | 3      |

### Sportwagen bis 1,3-Liter-Hubraum
| Position | Konstrukteur | 1 | 2  | 3 | 4  | 5 | 6  | 7 | 8 | 9 | 10 | 11    | 12 | 13  | Gesamt |
| -------- | ------------ | - | -- | - | -- | - | -- | - | - | - | -- | ----- | -- | --- | ------ |
| 1        | Abarth       |   |    |   |    |   | 10 |   | 9 | 9 |    | (4,5) | 9  | (9) | 37     |
| 2        | Alpine       |   | 10 |   | 10 |   | 4  |   | 4 |   |    |       |    |     | 28     |
| 2        | Alfa Romeo   |   |    |   | 3  |   |    |   |   |   |    |       |    |     | 3      |